# Breedhalskruiper
De breedhalskruiper (Harpalus atratus) is een keversoort uit de familie van de loopkevers (Carabidae). De wetenschappelijke naam van de soort werd in 1804 gepubliceerd door Pierre André Latreille.